# El Guerrara
El Guerrara ou Guerrara est une commune de la wilaya de Ghardaïa en Algérie, située à 115 km au nord-est de Ghardaïa.  Elle est la deuxième plus grande ville de la wilaya.

## Géographie

### Situation
La superficie de la commune est de 2 900 km2. Elle est située au Nord de la wilaya de Ghardaïa, dans la région du Mzab du Sahara septentrional.
|          | Guettara (wilaya de Djelfa) |                               |
| Berriane | El Guerrara                 | El Hadjira (wilaya d'Ouargla) |
|          | Zelfana et El Atteuf        |                               |

En 1984, la commune d'El Guerrara est constituée des localités suivantes :
- Vieux Ksar de El Guerrara
- Quartiers périphériques
- Palmeraie et village socialiste agricole

Elle est la plus excentrique des villes du Mzab, à 100 km au nord-est de Ghardaïa et à 73 km de Berriane.
Elle dispose d'une vaste oasis, parcourue par l'oued Zegrir, qui vient de la région des daias.

### Climat
El Guerrara a un climat désertique chaud, avec des étés très chauds et des hivers doux, et très peu de précipitation.
| Mois                              | jan. | fév. | mars | avril | mai  | juin | jui. | août | sep. | oct. | nov. | déc. | année |
| --------------------------------- | ---- | ---- | ---- | ----- | ---- | ---- | ---- | ---- | ---- | ---- | ---- | ---- | ----- |
| Température minimale moyenne (°C) | 4,2  | 6,1  | 8,7  | 12,5  | 16,8 | 21,8 | 24,8 | 24   | 20,9 | 14,5 | 8,8  | 5,1  | 14    |
| Température moyenne (°C)          | 10,3 | 12,6 | 15,5 | 20,1  | 24,6 | 29,8 | 33,5 | 32,4 | 27,9 | 21,2 | 15   | 11,1 | 21,2  |
| Température maximale moyenne (°C) | 16,4 | 19,1 | 22,4 | 27,8  | 32,4 | 37,9 | 42,2 | 40,9 | 35   | 27,9 | 21,2 | 17,1 | 28,4  |
| Précipitations (mm)               | 8    | 5    | 9    | 6     | 5    | 2    | 1    | 2    | 6    | 7    | 9    | 8    | 68    |

| Diagramme climatique                                  |          |          |           |           |           |           |         |         |           |          |          |
| J                                                     | F        | M        | A         | M         | J         | J         | A       | S       | O         | N        | D        |
| 16,44,28                                              | 19,16,15 | 22,48,79 | 27,812,56 | 32,416,85 | 37,921,82 | 42,224,81 | 40,9242 | 3520,96 | 27,914,57 | 21,28,89 | 17,15,18 |
| Moyennes : • Temp. maxi et mini °C • Précipitation mm |          |          |           |           |           |           |         |         |           |          |          |

### Toponymie
Le mot Guerrara signifie en arabe, une vaste dépression en forme de cuvette où pousse une végétation. Il peut également être une version arabisée du mot "Tagrart" en berbère qui signifie le noyau, de la même manière que Ghardaïa est une version arabisée du nom berbère "Tagherdayt"

## Histoire
La cité est fondée en 1631 par les Oulad Makha, qui habitaient auparavant Ghardaïa et Melika, parce que la vieille cité de Ghardaïa était surpeuplée. Elle se trouve sur le passage des caravanes parcourant le Sahara d'est en ouest et du nord au sud.
La ville coupée du gros de la communauté ibadite, a accueilli d'autres dissidents des cités de la pentapole mozabite. Sa population se partageait entre berbères et arabes, les premiers étaient les plus nombreux. 
Loin de la pentapole, Guerrara se présentait comme une cité dissidente, et un espace privilégié de la réforme, elle devient la capitale du mouvement réformiste mozabite qui a vu le jour dans ses murs de la fin du XIXe siècle à l'indépendance du pays. Le cheikh Brahim Bayoud, figure de cette réforme, est natif de la ville, il émerge au tournant des années 1920 et dirige l'institut El Hayat, le premier institut supérieur réformiste fondé en 1925.

## Démographie
El Guerrara est la deuxième commune la plus peuplée de la wilaya de Ghardaïa après Ghardaïa, selon le recensement général de la population et de l'habitat de 2008, la population de la commune est évaluée à 59 514 habitants .
| 1977   | 1998   | 2008   |
| ------ | ------ | ------ |
| 18 026 | 47 747 | 59 514 |

## Économie

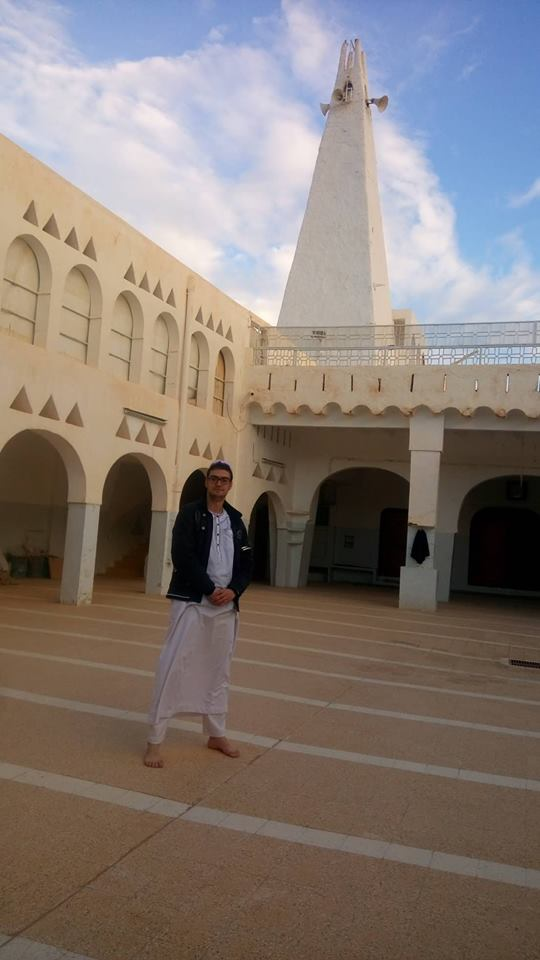
La mosquée de Guerara.

El Guerrara dispose d'une zone industrielle créée en 1969. Un secteur agricole a été mise en valeur sous forme de grandes exploitations modernes, et abrite un marché quotidien.

## Culture et patrimoine
El Guerrara compte un institut d'enseignement religieux de rite ibadite d'une importance mondiale.
Le ksar de Guerrara est classé patrimoine national depuis 1998, il représente la première transplantation mozabite, hors la vallée du Mzab. La région abrite de nombreux vestiges de ksour précédant la fondation de Guerrara tels Ksar Lahmer et Lambarthakh.
La mosquée de Guerrara, est fondée au XVIIe siècle, elle a conservé au milieu de sa salle de prière l'arc du mihrab original.

## Personnalités liées à la commune
- Brahim Bayoud, figure du mouvement réformiste mozabite et homme politique, y est né en 1899.
- Mohamed Khobzi, homme politique, dont la famille est originaire de la ville, y est vécu.